# Zatvorska pobuna
Zatvorska pobuna je naziv koji označava masovno i nasilno otkazivanje poslušnosti zatvorenika službenoj vlasti, a koji se odlikuje oštećivanjem imovine (vandalizam) ili fizičkim napadima na zatvorske službenike i/li druge zatvorenike. Zatvorske pobune mogu biti organizirane i spontane; u potonjem slučaju se koristi izraz zatvorski neredi.
Uzroci zatvorskih pobuna se u pravilu mogu pronaći u nezadovoljstvu životnim uvjetima, a njihovi ciljevi mogu varirati o okolnostima. Nekada se svode na poboljšanje životnih uvjeta (bolja hrana, duže šetnje, premještaj u druge zatvore), nekada nastojanje da se zatočeništvo skrati ili prekine, a nekada predstavlja tek stvaranje uvjeta za zatvorski bijeg, odnosno fizičku likvidaciju doušnika ili suparničke zatvorske bande. 
Zatvorske pobune valja razlikovati od nenasilnih protestnih akcija kao što je zatvorenički štrajk glađu.